# Giro d'Italia de 1972
Giro d'Italia 1972 foi a quinquagésima quinta edição da prova ciclística Giro d'Italia (Corsa Rosa), realizada entre os dias 21 de maio e 11 de junho de 1972.
A competição foi realizada em 20 etapas com um total de 3.725 km.
O vencedor foi o ciclista belga Eddy Merckx. O vencedor conclui a prova com a velocidade média de 36,120 km/h.